# Muztagh Ata
Muztagh Ata of Muztaghata (Oeigoers: مۇز تاغ ئاتا, Muz Tagh Ata, letterlijk: vader der ijsbergen; Chinees: 慕士塔格峰, pinyin: Mùshìtǎgé Fēng) is een 7509 meter hoge berg in het uiterste westen van het onder Chinees bestuur staande Xinjiang. Het is qua hoogte de derde top in de Pamir, na de Kongur (7649 m) en de Kungur Tjube Tagh (7530 m).
De Muztagh Ata ligt ongeveer 50 km ten noorden van de plaats Taxkorgan en 30 km ten oosten van de grens met Tadzjikistan. In het westen loopt de Karakoram Highway rond de berg. In het noorden is de Muztagh Ata verbonden met de hogere Kongur. Samen vormen deze bergen de Kongur Shan, een keten die soms "Chinese Pamir" wordt genoemd. De Kongur Shan ligt geïsoleerd van zowel de rest van de Pamir verder naar het westen als de Kunlun verder naar het oosten.
Vanwege de relatief vlakke flanken geldt de Muztagh Ata als een voor zijn hoogte makkelijk te beklimmen berg. Het is een van de meest beklommen zevenduizenders. De eerste persoon die een poging deed de top te beklimmen was de Zweedse ontdekkingsreiziger en geograaf Sven Hedin in 1894. In 1900, 1904 en 1947 volgden verdere pogingen. De laatste expeditie (1947) met de Britse klimmers Eric Shipton en Bill Tilman kwam zeer dicht bij de top maar moest vanwege sneeuw en extreme koude omkeren. De eerste geslaagde beklimming volgde in 1956, door een Chinees-Russisch team onder leiding van E.A. Beletski.